# Perizoma unifasciata
Perizoma unifasciata là một loài bướm đêm trong họ Geometridae.